# 牧野訴訟
牧野訴訟（まきのそしょう）は、老齢年金における夫婦受給制限規定が平等権を規定した日本国憲法第14条に違反するとして争われた、日本の裁判。

## 概要
北海道の開拓農民であるXは1965年1月に70歳になったので、国民年金法に基づいて老齢福祉年金を受け取れることになった。しかし、Xの妻Yがすでに1963年3月に老齢福祉年金の支給を受けていたため、国民年金法の夫婦受給制限規定により、Xに対しては老齢福祉年金の年額1万5600円（1967年1月以降は1万8000円）から3000円に相当する部分が減額された。同様に以前から老齢福祉年金の支給を受けていたYも同様の減額を受けた。
Xは国民年金法の夫婦受給制限規定は夫婦者である老齢者を不当に単身老齢者と差別し、かつ夫婦者である老齢者を個人として尊重しないものであって、日本国憲法第13条と日本国憲法第14条に違反し無効であり、これに基づく減額も無効であるとして国に対して1965年2月から1967年4月まで6750円の支払いを求めて1967年2月に提訴した。この訴訟は当初は本人訴訟であったが、後に朝日訴訟を担当した渡辺良夫弁護士らも参加した。
国側は夫婦減額制限の理由として「夫婦の場合は生活費に共通の部分があるはずなので、単身生活者との均衡を図るためにその共通部分を差し引く必要がある」「老齢福祉年金は無拠出制であるから受ける者にとって権利というより、国が財政、社会情勢等を考慮して行えばいいことである」と主張した。
1968年7月15日に東京地方裁判所は「老齢福祉年金の夫婦受給制限を規定した国民年金第79条の2は日本国憲法第14条に違反する」として減額した6750円を支払うよう国に命じる判決を言い渡した。社会保障訴訟において日本国憲法第14条違反の主張が受け容れられた最初の判決となった。
国は控訴したが、1969年の国民年金法改正で夫婦受給制限規定が廃止されたことをうけて、高等裁判所段階で和解が成立した。